# Bodziec (behawioryzm)
Bodziec w behawioryzmie to część układu S – R (stimulus – reaction „bodziec – reakcja”), w którym środowisko jest układem aktywnym, a badany organizm reaktywnym, nie kierują nim wewnętrzne motywy i dążenia.
- bodziec bezwarunkowy to taki, który wywołuje natychmiastową reakcję organizmu (odruch bezwarunkowy),
- bodziec warunkowy to taki, który początkowo nie wywołuje reakcji, a po kilkakrotnym powtórzeniu wraz z bodźcem bezwarunkowym nabiera właściwości jej wywoływania (odruch warunkowy).